# Zaïbo
Zaïbo  è una città e sottoprefettura della Costa d'Avorio appartenente al dipartimento di Daloa. Conta una popolazione di 38 502 abitanti (censimento 2014).